# Мелиорация
Мелиора́ция (лат. melioratio «улучшение») — комплекс организационно-хозяйственных и технических мероприятий по улучшению гидрологических, почвенных и агроклиматических условий с целью повышения эффективности использования земельных и водных ресурсов для получения высоких и устойчивых урожаев сельскохозяйственных культур. Мелиорация отличается от обычных агротехнических приёмов длительным и более интенсивным воздействием на объекты мелиорации.
Мелиорация — работы, направленные на улучшение свойств земель, на повышение их производительности.

## История мелиорации в мире
Ссылки по теме:
- Кельтские поля
- Заливное поле
- Земледелие инков
- Поливное земледелие
- Древний Египет#Крестьяне
- Нил#Значение для Египта

## Типы и виды мелиорации
1. гидромелиорация:
- оросительная,
- осушительная,
- противопаводковая,
- противоселевая,
- противоэрозионная,
- противооползневая

2. агролесомелиорация;
- противоэрозионная — защита земель от эрозии путём создания лесных насаждений на оврагах, балках, песках, берегах рек и других территориях;
- полезащитная — защита земель от воздействия неблагоприятных явлений природного, антропогенного и техногенного происхождения путём создания защитных лесных насаждений по границам земель сельскохозяйственного назначения;
- пастбищезащитная — предотвращение деградации земель пастбищ путём создания защитных лесных насаждений

3. культуртехническая мелиорация;
- расчистка мелиорируемых земель от древесной и травянистой растительности, кочек, пней и мха;
- расчистка мелиорируемых земель от камней и иных предметов;
- мелиоративная обработка солонцов;
- рыхление, пескование, глинование, землевание, плантаж и первичная обработка почвы;
- проведение иных культуртехнических работ.

4. химическая мелиорация.
- известкование,
- фосфоритование,
- гипсование.

Выбор вида мелиорации зависит от природно-хозяйственных условий территории; как правило, применяют комплекс мелиоративных мероприятий.
Примером может послужить проект Land Improvement project, проводимый на территории Узбекистана.

## История мелиорации в России
В Наронове, Новгородской губернии, Высокоостровском погосте Николай Иванович Железнов построил гончарный завод для производства труб из обожжённой глины, которые использовались для дренажной системы. Произведённые Железновым опыты по выращиванию растений на мелиорированных почвах дали блестящие результаты. После их публикации Н. И. Железнов получил в 1857 году от Вольного экономического общества Большую золотую медаль. 
Одним из первых в России мелиоратором, применившим научные достижения на практике, стал помещик Александр Михайлович Жеребцов. В 1879—1905 годах он создал систему мелиорации, представлявшую собой каскад прудов, на территории Области Войска Донского (современная территория Фроловского района Волгоградской области). 
Первым государственным учреждением по мелиорации в России был созданный в 1894 году Отдел земельных улучшений при Министерстве земледелия. Ведущую роль в развитии мелиорации сыграли первые руководители отдела генерал И. И. Жилинский и князь В. И. Масальский. 
В юбилейном издании "Сельскохозяйственное ведомство за 75 лет его деятельности" история мелиоративных работ в России отсчитывают с осушения окрестностей Санкт-Петербурга в санитарных целях в 1829 году. Проводившиеся позднее мелиоративные работы, связанные с именем графа Киселёва, первого Министра государственных имуществ, носили случайный характер. История мелиорации на постоянной основе начинается в 1873 году, когда были созданы две экспедиции - Западная и Северная.
Западная экспедиция занималась осушением болот в Полесье, а позднее и в Центральном районе - во Владимирской, Рязанской, Московской и Тверской губерниях. 
Район деятельности Северной экспедиции включал в себя Санкт-Петербургскую, Новгородскую, Псковскую, Эстляндскую, Курляндскую и Лифляндскую губернии.
В 1880 году была образована Южная экспедиция, проводившая оросительные и обводнительные работы в Херсонской, Екатеринославской, Самарской, Саратовской, Астраханской губерниях.
Общее руководство всеми экспедициями осуществлял генерал-майор Генерального штаба Жилинский Иосиф Ипполитович.

## В других странах
До индустриализации сельское хозяйство было движущей силой мелиорации земель. В Южном Китае фермеры мелиорировали рисовые поля, огораживая территорию каменной стеной на берегу моря возле устья или дельты реки. Виды риса, которые растут на этом основании более соли терпимые. Ещё одно применение такой закрытой территории — создание прудов для разведения рыбы. Обычно их можно увидеть в дельте Жемчужной реки и в Гонконге. Эти территории также привлекаю различные виды перелётных птиц.
Связанная с этим практика — осушение заболоченных или сезонно затопляемых водно-болотных угодий для преобразования их в сельхозугодья. Хотя это не создает точных новых земель, это позволяет более продуктивно использовать земли, использование которых в противном случае было бы ограничено средой обитания диких животных. Это также необходимо при борьбе с комарами.
Деревня Огата в Аките, была основана на земле, ранее принадлежавшей озеру Хатирогата (второго по величине озера Японии в то время), начиная с 1957 года.

## Топография
На территории бывшего СССР в названиях посёлков, улиц осталась память о государственной программе мелиорации, проводившейся в эти годы:
- как рабочий посёлок мелиораторов возник микрорайон Волгограда Водстрой, о чём свидетельствует название ВОДное СТРОЙительство, дом культуры «Мелиоратор», улица Мелиораторов.